# Barrinha de Esmoriz
Barrinha de Esmoriz este o arie protejată (sit de importanță comunitară — SCI) din Portugalia întinsă pe o suprafață de 349,41 ha, integral pe uscat.

## Localizare
Centrul sitului Barrinha de Esmoriz este situat la coordonatele 40°58′11″N 8°38′39″W / 40.9698°N 8.6442°V.

## Înființare
Situl Barrinha de Esmoriz a fost declarat sit de importanță comunitară în octombrie 1998 pentru a proteja 1 specie de plante și 3 specii de animale.

## Biodiversitate
Situată în ecoregiunea mediteraneană, aria protejată conține 8 habitate naturale: Lagune de coastă, Vegetație anuală la limita mareei, Pajiștile Spartina (Spartinion maritimae), Pășuni atlantice udate de apa mării (Glauco-Puccinellietalia maritimae), Dune mobile cu vegetație embrionară, Dune mobile de-a lungul țărmului cu Ammophila arenaria („dune albe”), Dune de coastă fixe cu vegetație erbacee („dune gri”), Păduri aluvionare cu Alnus glutinosa și Fraxinus excelsior (Alno-Padion, Alnion incanae, Salicion albae).
La baza desemnării sitului se află mai multe specii protejate:
- plante (1): Jasione lusitanica
- amfibieni (1): Discoglossus galganoi
- pești (1): cicar (Lampetra planeri)
- reptile (1): Lacerta schreiberi

Pe lângă speciile protejate, pe teritoriul sitului au mai fost identificate 6 specii de plante, 5 specii de amfibieni.